# Silver Charm
Silver Charm, född 22 februari 1994, är ett engelskt fullblod, mest känd för att ha segrat i Kentucky Derby (1997) och Preakness Stakes (1997). 

## Karriär
Silver Charm var en skimmelhingst efter Silver Buck och under Bonnie's Poker (efter Poker). Han föddes upp av Mary Lou Wootton och ägdes av Bob & Beverly Lewis. Han tränades under tävlingskarriären av Bob Baffert.
Silver Charm tävlade mellan 1996 och 1999 och sprang under sin tävlingskarriär in 6 944 369 dollar på 24 starter, varav 12 segrar, 7 andraplatser och 2 tredjeplatser. Han tog karriärens största segrar i Kentucky Derby (1997) och Preakness Stakes (1997). Han segrade även i Del Mar Futurity (1996), San Vicente Stakes (1997) , San Fernando Stakes (1998), Clark Handicap (1998), Dubai World Cup (1998), Kentucky Cup Classic Handicap (1998), San Pasqual Handicap (1999), Goodwood Stakes (1998) och Strub Stakes (1998).

### Som avelshingst
Efter tävlingskarriären var Silver Charm aktiv som avelshingst på Three Chimneys Farm i Kentucky. Han stod som avelshingst i Nordamerika i fem säsonger och fick fem kullar. 2004 köptes han av Japanese Breeders Association och skickades till Japan för avel. Han stod på Shizunai Stallion Station i december 2004. 2008 stod han på Shichinohe Stallion Station och 2009, på Iburi Stallion Station.
Den 29 oktober 2014 tillkännagavs det gemensamt av Three Chimneys Farm och Old Friends Farm att Silver Charm skulle återvända från Japan och pensioneras permanent på Old Friends Equine, en pensioneringsanläggning för hästar, i Georgetown, Kentucky. Beverly Lewis och hennes son Steve betalade för att ta tillbaka Silver Charm till Kentucky, där han bor på Old Friends och kan besökas av allmänheten.
2007 valdes Silver Charm in i United States Racing Hall of Fame.